# Paese mio/Si comm' 'o sole
Paese mio/Si comm' 'o sole, pubblicato nel 1961, è un singolo del cantante italiano Mario Trevi

## Storia
Il disco presenta un brano inedito, Si comm' 'o sole, ed un brano edito, Paese mio, scritto quell'anno da Peppino De Filippo.

## Tracce
Lato A
- Paese mio (Peppino De Filippo)

Lato B
- Si comm' 'o sole (Esposito-Ferraro)

## Incisioni
Il singolo fu inciso su 45 giri, con marchio Durium- serie Royal (QCA 1219).
Direzione arrangiamenti: M° Eduardo Alfieri.